# Metroid II: Return of Samus
Metroid II: Return of Samus – gra na konsolę Game Boy wydana w 1991 przez Nintendo.
Gra kontynuuje przygody Samus Aran, która w tej części przybywa na planetę SR388.